# Félix de Vial
Marie Jean Félix de Vial, né le 3 mars 1864 à Saint-Nazaire et mort le 28 mars 1949 au château du Grais (Orne), est un ancien élève de l'École spéciale militaire de Saint-Cyr et général de brigade français du XXe siècle, qui combattit pendant la Première Guerre mondiale.

## Biographie

### Famille
Félix de Vial est un membre de la famille de Vial d'origine française, établie en Espagne au XVIIe siècle et revenue en France au XIXe siècle. Il est le fils de Thomas Marie de Vial et de Marie Amélie Thérèse Goyetche.
Félix de Vial opte pour la nationalité française le 29 novembre 1888 et épouse le 29 juin 1898 Marie Jeanne Cayrou qui lui apportera en dot le domaine viticole du château Lynch-Bages, dont il devra se défaire en 1934.

### Formation
Félix de Vial est admis comme élève de École spéciale militaire de Saint-Cyr (promotion de Châlons no 71) 1886-1888.

## Carrière militaire
Affectations et grades
- 1886-1888 : admis en tant qu’élève à l’École Spéciale de Saint-Cyr au titre d’étranger
- 12 novembre 1888 : sous-lieutenant au  2e régiment étranger d'infanterie (au titre d’étranger)
- 1er juin 1891 : lieutenant au 2e régiment étranger d'infanterie (au titre d’étranger)
- 23 août 1891 : lieutenant au 2e régiment étranger d'infanterie (dans le cadre français)
- 9 juillet 1893 : lieutenant au 18e régiment d'infanterie de ligne
- 2 mars 1898 : capitaine au 63e régiment d'infanterie de ligne
- 26 décembre 1905 : capitaine au 49e régiment d'infanterie de ligne
- 23 septembre 1913 : chef de bataillon au 62e régiment d'infanterie de ligne
- 9 octobre 1915 : lieutenant-colonel à titre temporaire au 65e régiment d'infanterie de ligne
- 4 avril 1916 : lieutenant-colonel à titre définitif au 65e régiment d’infanterie de ligne
- 6 avril 1917 : colonel à titre temporaire au 65e régiment d’infanterie de ligne
- 24 décembre 1917 : colonel à titre définitif au 65e régiment d’infanterie de ligne
- Après le 11 novembre 1918 : commandement de la subdivision de Mayence, en Allemagne, adjoint au général Mangin, gouverneur de région
- 21 février 1919 : général de brigade

Stages, missions
- En 1896, il est remercié par le ministère de la Guerre pour un mémoire sur la guerre de Cuba avec les États-Unis qu'il a adressé au 2e bureau de l'état-major des armées, alors qu'il est lieutenant au 18e régiment d'infanterie, il est détaché pour quelques mois en mission d'observation sur l'île de Cuba[2] ;
- Stagiaire au 3e régiment de dragons du 15 novembre 1903 au 15 novembre 1904 ;
- Stagiaire au 14e régiment d’infanterie du 24 mai au 19 juin 1910 ;
- Autorisé à assister aux manœuvres du 2e corps fédéral suisse du 2 au 12 septembre 1910.

Campagnes
Félix de Vial a participé aux campagnes d'Algérie (du 8 décembre 1888 au 6 octobre 1889), d'occupation du Tonkin et de l'Annam (du 7 décembre 1889 au 14 août 1892), d'Algérie (du 26 novembre 1892 au 1er août 1893) et à la guerre contre l'Allemagne à partir du 2 août 1914.

## Participation à la Première Guerre mondiale
1914-1915chef de bataillon au 62e régiment d'infanterie de ligne
Félix de Vial participe, comme chef de bataillon au 62e régiment d'infanterie de ligne, à la contre-offensive des Ardennes lancée par le Général de Castelnau avec la VIe armée. Il est blessé à l'épaule gauche par éclat d'obus au combat de Maissin (Belgique) le 22 août 1914 et reçoit une deuxième blessure aux Combats de Thiepval :
Cité à l’ordre de l’armée le 20 octobre 1914 : « À peine guéri d’une blessure reçue le 22 août a voulu reprendre le commandement. Blessé une deuxième fois en conduisant avec une bravoure remarquable son bataillon au combat. »
Il est à nouveau cité à l’ordre de l’armée : « D’une bravoure chevaleresque, a mené son bataillon à l’assaut des tranchées allemandes le 25 septembre avec un entrain superbe, faisant un grand nombre de prisonniers et s’emparant de plusieurs pièces d’artillerie : Tahure. Attaques de Champagne ».
Il est blessé au visage par éclat d'obus au combat de Bois des Lièvres le 5 octobre 1915.
1915-1918lieutenant-colonel au 65e régiment d'infanterie de ligne
Le 65e régiment d'infanterie attaque d’importantes positions ennemies : Le Trapèze (10 octobre 1915), la Courtine (24 octobre 1915), prend d'assaut le secteur de Tahure et est engagé dans les combats de Froide-Terre, Thiaumont, bois du Chapitre, Vaux Chapitre, Douaumont, Bezonvaux, les Caurières, etc.
Il est cité à l’ordre de la division le 5 juillet 1916 : « Malgré que son poste de commandement ait été sans cesse bombardé par obus de très gros calibre, a assuré le commandement de son régiment avec une autorité et une clairvoyance des évènements qui en ont imposé à tous » PC des 4 Cheminées, Froide-Terre, Verdun, signé : Général Dauvin.
Il est cité à l’ordre du XXe corps d’armées no 263 avec le 65e régiment d'infanterie de ligne d’infanterie : « Commandé par le lieutenant colonel de Vial : entré en ligne après de dures fatigues, a immédiatement pris contact étroit avec l’ennemi. Pendant deux jours et trois nuits a progressé sans interruption, exécute brillamment deux attaques de vive force et conquis tous les objectifs malgré une résistance acharnée de l'ennemi » Vauxaillon, (poursuite sur la ligne Hindenburg). Signé : Gal. Tauflieb.
Nommé à la tête de la 42e brigade.
Il participe le 9 avril 1917 à bataille du Chemin des Dames.
Cité à l'ordre de l'armée le 31 mai 1917 : « Officier supérieur d'une haute valeur morale, d’une énergie et d'une bravoure hors de pair ; déjà trois fois blessé et quatre fois cité à L’Ordre au cours de la campagne. S’est brillamment distingué dans les combats de 22 mai 1917. Commandant une brigade, l'a conduit à l'attaque dans un superbe élan, s'est emparé de tous ses objectifs malgré une résistance opiniâtre de l’ennemi et a fait plus de neuf cents prisonniers.» Cerny-la-Bovelle ; tunnel de Cerny, Chemin des Dames.
Nommé colonel, à la tête de la 64e division d'infanterie le 11 décembre 1917
La division est envoyée en Italie pour bloquer l'avance de l'empire d'Autriche sur le secteur du Monte Tomba. Ramenée dans la région de Beauvais, elle est engagée dans les combats de Castel près d’Amiens.
Cité à l'ordre du XXXIe corps d’armée no 219 le 29 mai 1918 : « Commandant les troupes de première ligne de la 64e division d'infanterie pendant la période du 12 avril au 4 mai 1918, installé dans un poste de commandement non protégé soumis à un bombardement presque continuel d'obus toxiques et explosifs, a déployé de jour et de nuit une activité intelligente et inlassable qui a permis de conserver le terrain occupé, de progresser sur certains points et d’infliger à l'ennemi une usure et des pertes sensibles. » Castel, Bois-Étoilé, Bois-Sénécat. Signé : Général Toulorge.
Il est blessé au combat : plaie pénétrante du côté droit du thorax par éclat d’obus le 29 août 1918.
Il est cité à l'ordre de la Xe armée à la date du 15 octobre 1918 :  « Officier supérieur d'un remarquable courage et d'une haute valeur militaire. Le 29 août dirigeant l'attaque des éléments de première ligne avec son ardeur accoutumée a été grièvement blessé par un éclat d'obus. A tenu malgré ses souffrances à conserver son commandement jusqu'à l’arrivée de son successeur. » Bagneux-Montécouvé, pendant la poursuite. Signé : Général Mangin.

## Décorations
- Grand officier de la Légion d'honneur (30 décembre 1931)[5]
- Croix de guerre 1914–1918 avec quatre palmes, étoiles d’or et étoiles d’argent
- Médaille interalliée de la Victoire
- Médaille commémorative de la guerre 1914–1918
- Insigne des blessés militaires
- Médaille commémorative de la bataille de Verdun
- Médaille commémorative de l'expédition du Tonkin (août 1891)
- Croix de guerre
- Officier du Nichan Iftikhar
- Officier de l'ordre du Dragon d'Annam
- Chevalier du mérite militaire d’Espagne de 1re classe avec distinctif rouge
- Médaille commémorative espagnole de la campagne de Cuba 1898
- Officier de l'ordre des Saints-Maurice-et-Lazare du 30 avril 1918
- Médaille commémorative de la guerre d'Italie mars 1918

## Sources et bibliographie
- ministère de la Culture, base Léonore, dossier de Félix de Vial dans les archives de l'Ordre de la Légion d’honneur LH/2697/9..
- Historique du 65e R.I., Charles Lavauzelle éditeur, 1920
- Stéphane Rouzeau (dir.) et Jean-Jacques Becker (dir.), Encyclopédie de la Grande Guerre, 1914-1918 : histoire et culture, Paris, Bayard, 2004, 1342 p. (ISBN 2-227-13945-5 et 978-2-227-13945-9, OCLC 61913425)
- Stéphane Audoin-Rouzeau et Annette Becker, La Grande Guerre : 1914-1918, Paris, Gallimard, coll. « Découvertes », 1998 (réimpr. 2001, 2003, 2004, 2005, 2006, 2008), 159 p. (ISBN 978-2-07-053434-0, OCLC 123288680)
- (en) Pierre Miquel, La Grande Guerre, Paris, Fayard, 1983 (réimpr. 1988, 1990, 1992, 1999), 663 p. (ISBN 978-2-213-01323-7, OCLC 802962511) .
- Journal de marche du 65e Régiment d'Infanterie, Éditions Lavauzelle, 1920.
- Étude sur la bataille de Maissin, commandant Pugens.
- Arnaud de Vial, De Cherchell aux Djebels : guerre d'Algérie, Le Puy-en-Velay, Editions Jeanne d'Arc, 2012, 288 p. (ISBN 978-2-36262-010-2)
- Études Foreziennes, Les Vial, leur histoire, 2020  (ISBN 978-2-9573678-0-1)